# 967/968型レーダー
967/968型レーダー（英語: Type 967/968 radar）は、イギリスのマルコーニ社が開発した2次元レーダー。シーウルフ個艦防空ミサイル・システム固有の対空捜索・目標捕捉レーダーとして用いられる。

## 概要
967/968型レーダーは、Lバンドのパルス・ドップラー式対空捜索・目標捕捉用レーダーである967型レーダー（Type 967 radar）と、Sバンドの低空警戒・対水上捜索用レーダーである968型レーダー（Type 968 radar）のアンテナを背中合わせにして一体化し、安定化させたものである。967型のアンテナには1010型IFF質問アンテナが組み込まれている。なお、968型は992型を基として修正を加えた改良型である。
967型/968型双方のレーダーが収集した情報は、戦術情報処理装置（CAAIS/CACS-1/CACS-5）のフェランティ製FM1600B コンピュータで処理され、標的の脅威度判定と交戦意思決定が行われた上で、910型/911型火器管制レーダーに移管されて、標的を追尾する。
本機は、GWS-25 シーウルフミサイルを装備したリアンダー級フリゲートの一部改修艦と22型フリゲートの全艦に装備されたが、改良型のGWS-26垂直発射型シーウルフを装備した23型フリゲートにおいては、より小型な996型レーダーが選定された。また、本機のコンセプトが成功を収めたことから、アメリカ合衆国のMk.91 ミサイル射撃指揮装置（シースパロー IBPDMS）においても、これに範をとってTASが組み込まれた。

## 採用国と搭載艦
- リアンダー級フリゲート（シーウルフ搭載改装艦のみ後日装備）
  -  イギリス海軍
- 22型フリゲート
  -  イギリス海軍
  -  ブラジル海軍
  -  チリ海軍
  -  ルーマニア海軍